# Qinornis
Qinornis es un género de aves fósil del Paleoceno medio (Daniense tardío), hace unos 61 millones años. Se conoce a partir de un único espécimen fósil que consta de una extremidad trasera parcial y un pie, que se encontró en los depósitos de la formación Fangou en el condado de Luonan de la provincia de Shaanxi, China.

## Historia
Los huesos muestran características primitivas únicas para su época, y su descubridor consideró que bien era un juvenil de un grupo pájaros moderno o bien, si era adulto, el único pájaro no neornitino conocido que había sobrevivido al evento de extinción masiva del Cretácico-Paleógeno. Inusualmente para un pájaro de época tan reciente, los huesos del pie no están completamente fusionados entre sí. Esta característica se encuentra en las aves modernas juveniles y en los adultos de las aves orniturinas más primitivas, no Neornithes, todas las cuales se suponía que se extinguieron en el evento de extinción del Cretácico-Paleógeno, exceptuando escasos registros fósiles del Maastrichtiense tardío limitados principalmente a América del Norte. En 2007, Mayr examinó los huesos y concluyó que representaban a un adulto, probablemente un ave no neornitina similar a Apsaravis.
Longrich y otros colegas (2011) pusieron en duda esta afirmación, señalando que existe la posibilidad de que los huesos pertenecieran a un juvenil, pero también señalaron que no era imposible que algunas aves "arcaicas" hayan persistido más allá del período Cretácico durante algún tiempo, y que esto no invalidaba la hipótesis de que las aves experimentaron un evento de extinción masiva al final del Mesozoico.